# Comizio (martire)
Comizio, o Commino (Catania, ... – Catania, 1º maggio 269), è stato un martire cristiano sotto l'impero di Flavio Claudio II il gotico.

## Agiografia
Secondo la Passio Sancti Comitii, unica fonte nota sul personaggio, Comizio nacque a Catania e, contadino, accudiva alla pastura degli armenti. Conosciuto il cristianesimo si convertì con entusiasmo.
Durante una persecuzione contro i cristiani, il giovane fu denunciato e arrestato.
Il 1º maggio 269, al prefetto che lo invitava a rinnegare la sua fede in Cristo e a sacrificare agli dèi pagani, Comizio rispose con fermezza d'animo.
Al rifiuto del giovane, il prefetto lo fece prima battere a tutta forza con le verghe, poi fece versare sul suo corpo dell'olio bollente e infine, ordinò che fosse gettato in mezzo alla calce viva.
Questi tormenti, tuttavia, non fecero che rinvigorire la fede del giovane che fu sottoposto a nuovi supplizi; fu immerso in una caldaia di piombo liquefatto, gli furono bruciati i fianchi con delle torce, e fu gettato in una fornace ardente, ma secondo il racconto sarebbe rimasto sempre illeso.
Alla fine il prefetto, constatata la forte fede di Comizio, avrebbe ordinato la sua decapitazione.
Donato, presbitero che aveva istruito il giovane Comizio alla dottrina cristiana, gli diede onorata sepoltura.